# Grand Prix Guillaume Tell
Le Grand Prix Guillaume Tell, appelé en allemand Grand Prix Tell, est une course cycliste par étapes organisée en Suisse centrale.
Organisée depuis 1971, elle est réservée aux espoirs depuis 2000. Jusqu'alors classé en 2.4 par l'Union cycliste internationale, le GP Tell devient une course classée 2.7.2, c'est-à-dire une course par étapes réservée aux coureurs de moins de 23 ans et non-sanctionnée par l'attribution de points UCI.
Non-organisé en 2005, le GP Tell intègre l'UCI Europe Tour en 2006, en étant réservé aux coureurs de moins de 23 ans (catégorie 2.2U).
En 2007, l'Union cycliste internationale crée la Coupe des Nations Moins de 23 ans. Cette nouvelle série rassemble six courses, le GP Tell en étant la cinquième. Seuls des coureurs âgés de 19 à 22 ans peuvent y participer, au sein d'équipes nationales. Vingt équipes participent au Grand Prix sous cette nouvelle formule, représentant 19 pays auxquels s'ajoutent une équipe mixte. Il est remporté par le Russe Anton Reshetnikov. Ce dernier est cependant contrôlé positif au carphédon. Bien que le contrôle a été effectué en juillet, le résultat n'est annoncé qu'en septembre, de sorte que Reshetnikov a pu entre-temps gagner le Grand Prix. L'organisation de la course se plaint de l'atteinte portée à sa crédibilité et du comportement passif de l'UCI. Elle décide de ne pas participer à la Coupe des Nations en 2008, évoquant outre cet incident la communication insatisfaisante de l'UCI quant aux résultats des tests antidopage effectués durant l'épreuve, le manque de soutien de l'UCI aux organisateurs des manches de la Coupe des Nations, et des coûts supplémentaires induits par la participation à la Coupe des Nations. Conformément à la demande des organisateurs, le Grand Prix Tell est intégré au calendrier de l'UCI Europe Tour 2008, en catégorie 2.2.

## Palmarès
Le palmarès de la compétition est le suivant :
| Année | Vainqueur         | Deuxième                | Troisième              |
| ----- | ----------------- | ----------------------- | ---------------------- |
| 1971  | Fritz Wehrli      | Dimitri Trischin        | Aleksandre Gusiatnikov |
| 1972  | Dave Lloyd        | José Luis Viejo         | Jerzy Zwyrko           |
| 1973  | Guy Leleu         | Johan Ruch              | Nikolaï Gorelov        |
| 1974  | Werner Fretz      | Michel Kuhn             | Said Gouiseinov        |
| 1975  | Jørgen Marcussen  | Aleksandre Gusiatnikov  | Miroslav Sýkora        |
| 1976  | Roberto Ceruti    | Bruno Wolfer            | Richard Trinkler       |
| 1977  | Gilbert Glaus     | Claudio Corti           | Jiri Bartolsic         |
| 1978  | Kurt Ehrensperger | Fons De Wolf            | Richard Trinkler       |
| 1979  | Richard Trinkler  | Daniel Muller           | Fausto Stiz            |
| 1980  | Marino Polini     | Helmut Wechselberger    | Jürg Luchs             |
| 1981  | Dag Erik Pedersen | José Patrocinio Jiménez | Étienne Néant          |
| 1982  | Niki Rüttimann    | Urs Zimmermann          | Richard Trinkler       |
| 1983  | Richard Trinkler  | Heinz Imboden           | Vladimir Dolek         |
| 1984  | Guido Winterberg  | Peter Hilse             | Heinz Imboden          |
| 1985  | Pascal Richard    | Rikho Suun              | Stephen Hodge          |
| 1986  | Heinz Imboden     | Guido Winterberg        | Arno Küttel            |
| 1987  | Guido Winterberg  | Bernard Gavillet        | Pascal Richard         |
| 1988  | Fabian Fuchs      | Alirio Chibazas         | Laurent Madouas        |
| 1989  | Karl Kälin        | Daniel Steiger          | Josef Holzmann         |
| 1990  | Werner Stutz      | Peter Meinert           | Roland Meier           |
| 1991  | Alex Zülle        | Beat Zberg              | Patrick Jonker         |
| 1992  | Dieter Runkel     | Roland Meier            | Erik Dekker            |
| 1993  | Peter Verbeken    | André Wernli            | Daniel Lanz            |
| 1994  | non disputé       | non disputé             | non disputé            |
| 1995  | Peter Verbeken    | Manuele Scopsi          | Nicolaj Bo Larsen      |
| 1996  | Andrea Dolci      | Oscar Camenzind         | Marcelino García       |
| 1997  | Oscar Camenzind   | Niki Aebersold          | Armin Meier            |
| 1998  | Marco Velo        | Daniele Nardello        | Fabian Jeker           |
| 1999  | non disputé       | non disputé             | non disputé            |
| 2000  | Jurgen Van Goolen | Nico Sijmens            | Remmert Wielinga       |
| 2001  | Emil Arnell       | Yaroslav Popovych       | Cristian Tosoni        |
| 2002  | Rasmus Dyring     | Gustav Larsson          | Grégory Rast           |
| 2003  | Vladimir Gusev    | Tomaž Nose              | Florian Stalder        |
| 2004  | Tomaž Nose        | Janez Brajkovič         | Andy Schleck           |
| 2005  | non disputé       | non disputé             | non disputé            |
| 2006  | Markus Eibegger   | Peter Velits            | Miha Švab              |
| 2007  | Gatis Smukulis,   | Jakob Fuglsang          | Jérôme Coppel          |
| 2008  | Timofey Kritskiy  | Jarlinson Pantano       | Jocelyn Bar            |
| 2009  | Mathias Frank     | Nico Schneider          | Péter Kusztor          |